# فردریک گارنی
فردریک گارنی (انگلیسی: Frédéric Garny؛ زادهٔ ۱۳ اوت ۱۹۷۴) بازیکن فوتبال اهل فرانسه است.
از باشگاه‌هایی که در آن بازی کرده‌است می‌توان به باشگاه ورزشی مون‌پلیه، باشگاه فوتبال آنژه، باشگاه فوتبال سوشو، و باشگاه فوتبال تروا اشاره کرد.